# Vrba, Žirovnica
Vrba (izgovarjava [ˈʋəɾba]) je alpska vas na Gorenjskem v Občini Žirovnica, v statističnem smislu pa spada v Gorenjsko statistično regijo. V pisnih virih je bila prvič omenjena leta 1247. Vas je v svojem sonetu »O, Vrba« opeval največji slovenski pesnik France Prešeren.

## Zgodovina
Vas je bila v pisnih virih prvič omenjena 19. aprila 1247 kot Velewen in nato leta 1353 kot Felben. Nato je večkrat omenjena kot Velben, Velbann in Velbenn. Na sredi vasi stoji lipa in okoli nje 16 kamnov, kar nakazuje, da je bilo včasih tam 16 kmetij, danes jih je ostalo le še osem ali sedem. V vasi stoji cerkev svetega Marka. 
V vasi je bil leta 1940 posnet črno-bel dokumentarni film O, Vrba v režiji Maria Foersterja. Zaradi prepovedi izdajanja kulturnih del s strani komunističnih oblasti je bil film izdan leta 1945. V filmu se pojavi Prešernova rojstna hiša, ki jo opiše Fran Saleški Finžgar, pesnik Oton Župančič pa je prebral sonet »O, Vrba«. Zaradi nemške invazije na Poljsko ima film svareče vzdušje, čez Karavanke so se v filmu valili temni oblaki.
Južno od vasi se nahaja množično grobišče Belejeva lipa iz obdobja druge svetovne z ostanki okrog 20 ljudi, ki so bili ubiti na poti z Jesenic v Begunje na Gorenjskem. Grobišče se nahaja na travniku južno od naselja in zahodno od avtoceste v bližini kozolca ob regionalni cesti.

## Cerkev sv. Marka
Cerkev sv. Marka stoji na obrobju vasi za Prešernovo rojstno hišo. Ima romanske temelje, ampak gotsko gradnjo z zanimivo apsido. V notranjosti se nahajajo gotske freske iz 15. in 16. stoletja, obnovljen lesen strop in dva baročna oltarja. Na zunanjih stenah so dobro ohranjene freske iz 15. stoletja, ki upodabljajo sv. Krištofa, križanje in sv. Jurija, ki se bojuje z zmajem. 

## Druge znamenitosti
Največja znamenitost je rojstna hiša (preurejena v muzej), v kateri sta se rodila največji slovenski pesnik France Prešeren ter ljubljanski nadškof in Božji služabnik Anton Vovk. Domačiji so nekoč rekli »pri Ribčevih«. Svojo rojstno vas in cerkev Prešeren med drugim opeva tudi v Sonetih nesreče. V Vrbi se je rodil še en ljubljanski škof, to je Janez Zlatoust Pogačar.

## Galerija
- Rojstna hiša Franceta Prešerna
- Lipa s 16 kamni
- Cerkev sv. Marka